# Gynochthodes motleyi
Gynochthodes motleyi là một loài thực vật có hoa trong họ Thiến thảo. Loài này được (Hook.f.) Ruhsam mô tả khoa học đầu tiên năm 2008.